# The Complete Collection (Lisa Stansfield-album)
A The Complete Collection egy 6CD-ből álló kiadvány, mely Lisa Stansfield brit énekes-dalszerző 2003. június 2-án megjelent öt stúdióalbumot tartalmazó lemeze, melyet az Arista Records jelentetett meg. Az albumokon bónusz dalok, egy hatodik lemez, mely remixeket, és ritka dalokat tartalmaz, valamint ki nem adott dalokat. A teljes gyűjtemény kedvező értékeléseket kapott a zenekritikusoktól. 2014-ben a The Collection 1989-2003 című gyűjteményes lemez is megjelent.

## Előzmények
Miután megjelent a Biography: The Greatest Hits című válogatás 2003. február 3-án, Stansfield eleget tett az Arista kiadónak, mely megállapodásuk alapján egy gyűjteményes lemezt kellett megjelentetnie. Ezek után Stansfield elhagyta a kiadót. Az Arista Recordsnál kiadott összes stúdióalbumot remasterelt változatban, bónusz dalokkal külön-külön is újra kiadták, majd a "The Complete Collection" részeként egy 6 lemezes kiadvány jelent meg az öt stúdióalbum, és egy remixeket tartalmazó lemezzel.

## Tartalom
A digitális remasterelt limitált kiadású fehér és ezüst dombornyomott box tartalmazza Stansfield stúdió albumait, mely 2003-ban jelent meg. Az albumok digipack formátumban jelentek meg az eredeti mellett bónusz dalokkal, képekkel, B. oldalas dalokkal, élő felvételekkel, remixekkel, és ki nem adott dalokkal. Stansfield első együttese a Blue Zone, melyben férje Ian Devaney és iskolatársa Andy Morris szerepelt, a There Was I", "Dirty Talk" és a korábban meg nem jelent "The Answer" (986-os felvétel) szerepel a lemezen. Az albumon található még a nagyon ritka B. oldalas "Sing It" és a "Big Thing", valamint az élőben rögzített "Tenderly" című dal is. A medleyben a "Live Together/Young Hearts Run Free" melyet a Wembley Stadionban rögzítettek 1992-ben, és három klub remix, mely bónuszként szerepel a stúdióalbumokon. Ezek a People Hold On (Single Mix), "My Apple Heart", "Lay Me Down", "Something's Happenin'", "When You're Gone", "Everything Will Get Better", Change (Frankie Knuckles Remix), "Gonna Try It Anyway", "Dream Away" (Duett Babyface-vel), "So Natural" (No Presevatives Mix by Roger Sanchez), "Breathtaking", "Baby Come Back", "All over Me", "Can't Wait To" and "You Get Me" című dalok.

## Kritikák
| Értékelések |           |
| Értékelő    | Értékelés |
| AllMusic    | [ 3 ]     |

A "The Complete Collection" pozitív értékelést kapott a zenekritikusoktól. Johnny loftus az AllMusic kritikusa határozottan a legátfogóbb Stansfield albumnak nevezte az albumot, dicsérte a "Live Together" Massive Attack verzióját, a Live /Rare/Mixed oldalon. Tim Sandra szintén az AllMusic-tól a Live/Rare/Live-re összpontosított, és azt írta, hogy ez a lemez pontosan azt mutatja, amit várunk tőle, élő dalok, B. oldalas dalok, és a ki nem adott "The Answer" című dal, és ezek gyűjteménye. A "Tenderly" és a "Live Together/Young Hearts Run Free" medley az 1992-es Wembley fellépésen lett rögzítve. A mixeket a Massive Attack, Driza Bone, és a The Dirty Rotten Scoundrels készítette, és jó munkát végeztek.  Alex Bettucchi megjegyezte: Egyetlen hibája van az albumnak, hogy nem tartalmazza a Big Thing (1988) és a Swing (1999) dalait.

## Számlista
| 1.  | This Is the Right Time                                  | Lisa Stansfield, Ian Devaney, Andy Morris | Coldcut         | 4:29 |
| 2.  | Mighty Love                                             | Stansfield, Devaney, Morris               | Devaney, Morris | 5:11 |
| 3.  | Sincerity                                               | Stansfield, Devaney, Morris               | Devaney, Morris | 4:47 |
| 4.  | The Love in Me                                          | Stansfield, Devaney, Morris               | Devaney, Morris | 5:01 |
| 5.  | All Around the World                                    | Stansfield, Devaney, Morris               | Devaney, Morris | 4:29 |
| 6.  | What Did I Do to You? (7"/Mark Saunders Single Version) | Stansfield, Devaney, Morris               | Devaney, Morris | 4:19 |
| 7.  | Live Together                                           | Stansfield, Devaney, Morris               | Devaney, Morris | 6:10 |
| 8.  | You Can't Deny It (US Version)                          | Stansfield, Devaney, Morris               | Devaney, Morris | 4:27 |
| 9.  | Poison                                                  | Stansfield, Devaney, Morris               | Devaney, Morris | 4:12 |
| 10. | When Are You Coming Back?                               | Stansfield, Devaney, Morris               | Devaney, Morris | 5:23 |
| 11. | Affection                                               | Stansfield, Devaney, Morris               | Devaney, Morris | 5:52 |
| 12. | Wake Up Baby                                            | Stansfield, Devaney, Morris               | Devaney, Morris | 3:58 |
| 13. | The Way You Want It                                     | Stansfield, Devaney, Morris               | Devaney, Morris | 4:56 |
| 14. | People Hold On (Single Mix) (featuring Coldcut)         | Matt Black, Jonathan More, Stansfield     | Coldcut         | 3:58 |
| 15. | My Apple Heart                                          | Stansfield, Devaney, Morris               | Devaney, Morris | 4:15 |
| 16. | Lay Me Down                                             | Stansfield, Devaney, Morris               | Devaney, Morris | 4:14 |
| 17. | Something's Happenin'                                   | Stansfield, Devaney, Morris               | Devaney, Morris | 3:48 |

| 1.  | Change                             | Lisa Stansfield, Ian Devaney, Andy Morris | Devaney, Morris | 5:39 |
| 2.  | Real Love                          | Stansfield, Devaney, Morris               | Devaney, Morris | 5:01 |
| 3.  | Set Your Loving Free               | Stansfield, Devaney, Morris               | Devaney, Morris | 5:03 |
| 4.  | I Will Be Waiting                  | Stansfield, Devaney, Morris               | Devaney, Morris | 5:03 |
| 5.  | All Woman                          | Stansfield, Devaney, Morris               | Devaney, Morris | 5:17 |
| 6.  | Soul Deep                          | Stansfield, Devaney, Morris               | Devaney, Morris | 4:10 |
| 7.  | Make Love to Ya                    | Stansfield, Devaney, Morris               | Devaney, Morris | 4:54 |
| 8.  | Time to Make You Mine              | Stansfield, Devaney, Morris               | Devaney, Morris | 4:55 |
| 9.  | Symptoms of Loneliness & Heartache | Stansfield, Devaney, Morris               | Devaney, Morris | 4:43 |
| 10. | It's Got to Be Real                | Stansfield, Devaney, Morris               | Devaney, Morris | 5:17 |
| 11. | First Joy                          | Stansfield, Devaney, Morris               | Devaney, Morris | 4:25 |
| 12. | Tenderly                           | Stansfield, Devaney, Morris               | Devaney, Morris | 3:20 |
| 13. | A Little More Love                 | Stansfield, Devaney, Morris               | Devaney, Morris | 4:35 |
| 14. | When You're Gone                   | Stansfield, Devaney, Morris               | Devaney, Morris | 4:06 |
| 15. | Everything Will Get Better         | Stansfield, Devaney, Morris               | Devaney, Morris | 5:00 |
| 16. | Change (Frankie Knuckles Remix)    | Stansfield, Devaney, Morris               | Devaney, Morris | 6:29 |

| 1.  | So Natural                                        | Lisa Stansfield, Ian Devaney            | Devaney, Stansfield, Bobby Boughton | 5:05 |
| 2.  | Never Set Me Free                                 | Stansfield, Devaney                     | Devaney, Stansfield, Boughton       | 5:00 |
| 3.  | I Give You Everything                             | Stansfield, Devaney                     | Devaney, Stansfield, Boughton       | 4:40 |
| 4.  | Marvellous & Mine                                 | Stansfield, Devaney, Andy Morris        | Devaney, Stansfield, Boughton       | 4:14 |
| 5.  | Goodbye                                           | Stansfield, Devaney                     | Devaney, Stansfield, Boughton       | 4:35 |
| 6.  | Little Bit of Heaven                              | Stansfield, Devaney                     | Devaney, Stansfield, Boughton       | 4:27 |
| 7.  | Sweet Memories                                    | Stansfield, Devaney                     | Devaney, Stansfield, Boughton       | 5:32 |
| 8.  | She's Always There                                | Stansfield, Devaney                     | Devaney, Stansfield, Boughton       | 5:04 |
| 9.  | Too Much Love Makin'                              | Tom Brock                               | Devaney, Stansfield, Boughton       | 4:34 |
| 10. | Turn Me On                                        | Stansfield, Devaney, Morris             | Devaney, Stansfield, Boughton       | 4:39 |
| 11. | Be Mine                                           | Stansfield, Devaney                     | Devaney, Stansfield, Boughton       | 4:32 |
| 12. | In All the Right Places                           | John Barry, Stansfield, Devaney, Morris | Devaney, Morris                     | 6:03 |
| 13. | Wish It Could Always Be This Way                  | Stansfield, Devaney                     | Devaney, Stansfield, Boughton       | 4:43 |
| 14. | Gonna Try It Anyway                               | Stansfield, Devaney                     | Devaney, Stansfield, Boughton       | 3:53 |
| 15. | Dream Away (Duet with Babyface)                   | Diane Warren                            | David Foster                        | 4:38 |
| 16. | So Natural (No Presevatives Mix by Roger Sanchez) | Stansfield, Devaney                     | Devaney, Stansfield, Boughton       | 6:42 |

| 1.  | Never Gonna Fall                | Lisa Stansfield, Ian Devaney                   | Ian Devaney, Peter Mokran        | 5:16 |
| 2.  | The Real Thing                  | Stansfield, Devaney                            | Devaney, Mokran                  | 4:20 |
| 3.  | I'm Leavin'                     | Crayge Lindesay, Telisa Stinson                | Devaney, Mokran                  | 4:38 |
| 4.  | Suzanne                         | Stansfield, Devaney                            | Devaney, Mokran                  | 4:59 |
| 5.  | Never, Never Gonna Give You Up  | Barry White                                    | Devaney, Mokran                  | 5:02 |
| 6.  | Don't Cry for Me                | Stansfield, Devaney, Cory Rooney, Mark Morales | Devaney, Mokran, Rooney, Morales | 5:03 |
| 7.  | The Line                        | Stansfield, Devaney, Terry Gamwell             | Devaney, Mokran                  | 4:26 |
| 8.  | The Very Thought of You         | Stansfield, Devaney, Richard Darbyshire        | Devaney, Mokran                  | 5:23 |
| 9.  | You Know How to Love Me         | Reggie Lucas, James Mtume                      | Devaney, Mokran                  | 5:32 |
| 10. | I Cried My Last Tear Last Night | Diane Warren                                   | Devaney, Mokran                  | 4:13 |
| 11. | Honest                          | Stansfield, Devaney, Darbyshire                | Devaney, Mokran                  | 4:54 |
| 12. | Somewhere in Time               | Stansfield, Devaney, Darbyshire                | Devaney, Mokran                  | 4:44 |
| 13. | Got Me Missing You              | Stansfield, Devaney                            | Devaney, Mokran                  | 4:43 |
| 14. | Footsteps                       | Stansfield, Devaney, Darbyshire, Frank Musker  | Devaney, Mokran                  | 3:48 |
| 15. | People Hold On (Bootleg Mix)    | Matt Black, Jonathan More, Stansfield          | The Dirty Rotten Scoundrels      | 3:43 |
| 16. | Breathtaking                    | Stansfield, Devaney                            | Devaney                          | 4:50 |
| 17. | Baby Come Back                  | J.C. Crowley, Peter Beckett                    | Devaney, Mokran                  | 3:34 |

| 1.  | I've Got Something Better   | Lisa Stansfield, Ian Devaney, Richard Darbyshire | Devaney | 4:25 |
| 2.  | Let's Just Call It Love     | Stansfield, Devaney, Darbyshire                  | Devaney | 4:17 |
| 3.  | You Can Do That             | Stansfield, Devaney, Darbyshire, Frank Musker    | Devaney | 4:30 |
| 4.  | How Could You?              | Stansfield, Devaney, Darbyshire                  | Devaney | 4:34 |
| 5.  | Candy                       | Stansfield, Devaney, Darbyshire                  | Devaney | 5:06 |
| 6.  | I'm Coming to Get You       | Stansfield, Devaney, Darbyshire                  | Devaney | 3:54 |
| 7.  | 8-3-1                       | Stansfield, Devaney, Darbyshire, Charlotte Kelly | Devaney | 4:31 |
| 8.  | Wish on Me                  | Stansfield, Devaney, Darbyshire                  | Devaney | 4:49 |
| 9.  | Boyfriend                   | Stansfield, Devaney                              | Devaney | 4:44 |
| 10. | Don't Leave Now I'm in Love | Stansfield, Devaney, Darbyshire                  | Devaney | 4:17 |
| 11. | Didn't I                    | Stansfield, Devaney, Darbyshire                  | Devaney | 4:51 |
| 12. | Face Up                     | Stansfield, Devaney, Darbyshire                  | Devaney | 4:52 |
| 13. | When the Last Sun Goes Down | Stansfield, Devaney, Darbyshire, Frank Musker    | Devaney | 3:57 |
| 14. | All over Me                 | Stansfield, Devaney, Darbyshire                  | Devaney | 5:09 |
| 15. | Can't Wait To               | Stansfield, Devaney, Darbyshire, Kelly           | Devaney | 4:27 |
| 16. | You Get Me                  | Stansfield, Devaney, Darbyshire                  | Devaney | 5:37 |

| 1.  | There Was I (B side of "Love Will Wait")       | Lisa Stansfield, Ian Devaney, Andy Morris   | Blue Zone                       | 4:27 |
| 2.  | Dirty Talk (B side of "Love Will Wait")        | Stansfield, Devaney, Morris                 | Blue Zone                       | 5:37 |
| 3.  | The Answer (previously unreleased)             | Stansfield, Devaney, Morris                 | Blue Zone                       | 4:02 |
| 4.  | Sing It (B side of "Live Together")            | Stansfield, Devaney, Morris                 | Devaney, Morris                 | 3:58 |
| 5.  | Big Thing (B side of "This Is the Right Time") | Stansfield, Devaney, Morris                 | Devaney, Morris                 | 4:59 |
| 6.  | Tenderly (Live)                                | Stansfield, Devaney, Morris                 | Devaney, Morris                 | 5:07 |
| 7.  | Live Together/Young Hearts Run Free (Live)     | Stansfield, Devaney, Morris, David Crawford | Devaney, Morris                 | 7:53 |
| 8.  | People Hold On (Full Length Disco Mix)         | Matt Black, Jonathan More, Stansfield       | Coldcut                         | 9:22 |
| 9.  | Change (Driza Bone Remix)                      | Stansfield, Devaney, Morris                 | Devaney, Morris, Driza Bone     | 6:09 |
| 10. | Live Together (Massive Attack Big Beat Mix)    | Stansfield, Devaney, Morris                 | Devaney, Morris, Massive Attack | 3:54 |

## Kiadási előzmények
| Régió              | Dátum           | Label  | Formátum | Katalógus     |
| ------------------ | --------------- | ------ | -------- | ------------- |
| Egyesült Királyság | 2003. június 2. | Arista | 6×CD     | 82876 52431 2 |